# Мартанда
Мартанда (санскр. मार्तंड) — в индуизме — является восьмым и последним из ведических солнечных божеств, называемых адитьями. Он известен как Адитья, так как родился у Адити.

## Этимология
Теоним «Mârtânda» происходит от слова «mârta», что означает «мертвый» или «неразвитый» (слово связано с «mrita», причастием прошедшего времени от «mri», «умереть») и «ânda», то есть, «яйцо» или «птица». Название обозначает мёртвое солнце или солнце, которое ушло за горизонт.

## Упоминания

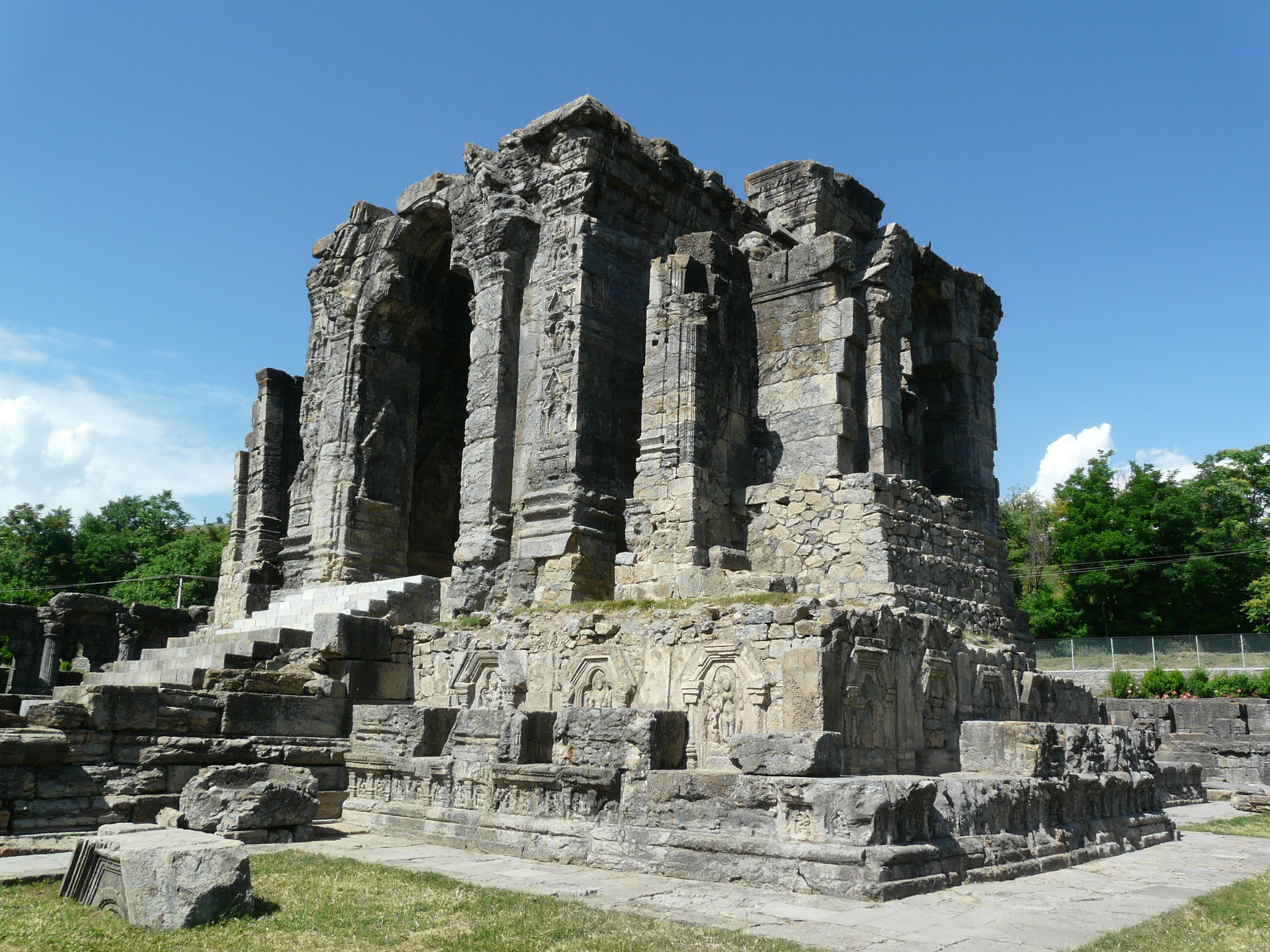
Храм Солнца Мартанд, построенный в VIII веке н. э. в Анантнаге, Джамму и Кашмир, посвящен Мартанде

В книге 10 Гимна 72 Ригведы есть следующий стих:
8 Восьмеро сыновей у Адити,
Которые рождены из (ее) тела.
С семерыми она присоединилась к богам,
Мартанду отбросила прочь.
С семерыми сыновьями Адити
Присоединилась к первому поколению.
К потомству, как и к смерти,
Она снова привела Мартанду.
Сначала у Адити было всего семь сыновей, но позже она родила восьмого сына по имени Мартанда. Хотя во многих гимнах Ригведы он упоминается вместе с другими Адитьями как форма Сурьи, как видно из приведенного выше стиха, Адити отказалась от него.

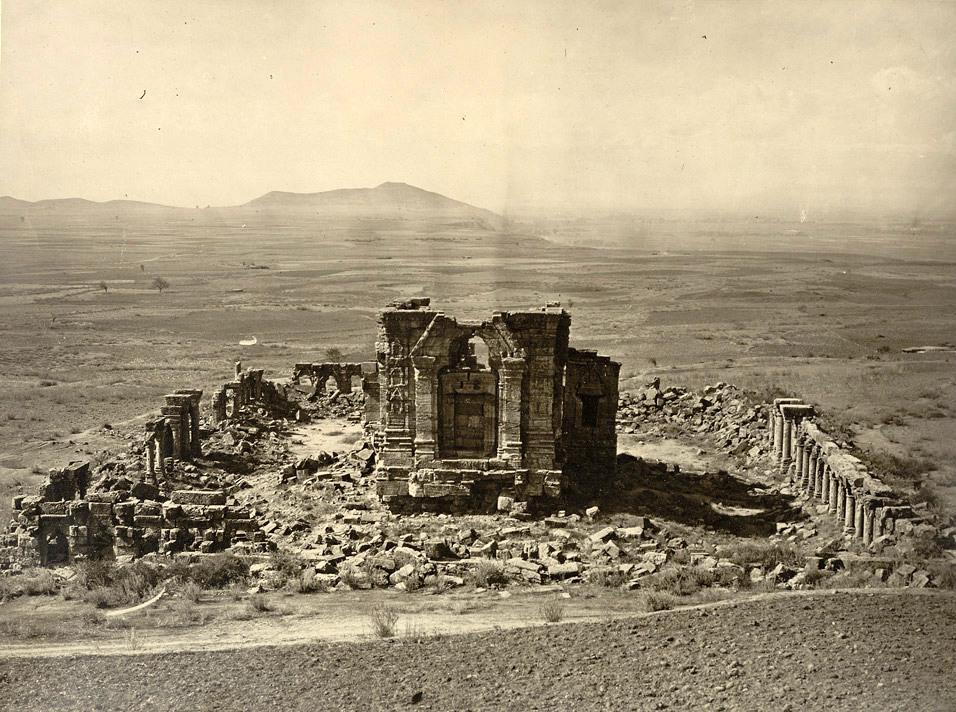
Храм Сурьи-Мартанды, фотография Джона Бурка, 1868 год.

Тайттирия Араньяка гласит:
Tat parâ Mârtândam â abharat
(Она отложила Мартанду на рождение и смерть)
В другом месте Араньяка называет имена восьми сыновей Адити: Митры, Варуны, Дхатри, Арьямана, Амши, Бхаги, Индры и Вивасвата. Но не уточняется, кто из этих восьми сыновей тождественен Мартанде.
В послеведический период, когда число адитьев увеличилось до двенадцати, в канон было добавлено имя Вивасват. Вивасват и Мартанда часто отождествляются.
Мартанд Храм Солнца в Анантнаге (в Джамму и Кашмире) посвящен Мартанде. Сегодня храм лежит в руинах, и Мартанду там больше не почитают. Современной заменой храма является близлежащий комплекс под названием Мартанд Тирт.
В «Адипарве» Мартанда — сын Ямы и отец Ману, который назван «сыном Солнца». Традиционно Ману считается сыном Вивасвата или Сурьи.